# 阿富汗的石榴产业

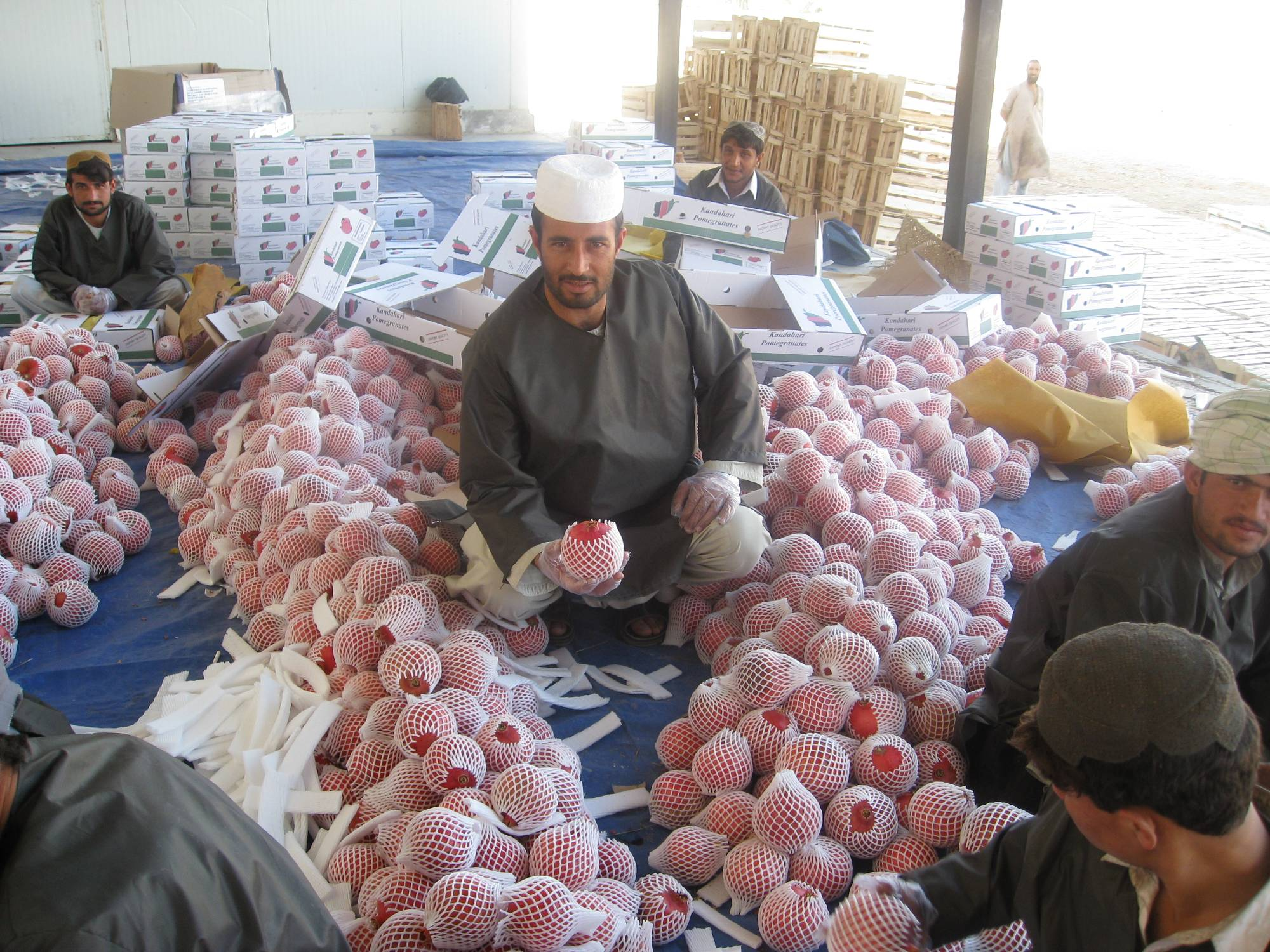
阿富汗的石榴加工

石榴是阿富汗主要的经济作物，而有关石榴的种植生产和加工是阿富汗农业的重要组成部分，石榴产业是阿富汗经济的主要贡献者。石榴是坎大哈省、赫尔曼德省、瓦尔达克省、加兹尼省、帕克蒂亚省、法拉省、卡比萨省、和巴尔赫省等省份的主要水果作物，是数千人的生计来源。
阿富汗被称为“石榴生产之国”，不仅仅因为其传统的种植方式，更因为其地方品种的质量而受到青睐。